# Hattyúpatak
Hattyúpatak (1899-ig Schweinsbach, szlovákul Viničné, korábban Švajnsbach, németül Schweinsbach) község Szlovákiában, a Pozsonyi kerületben, a Bazini járásban.

## Fekvése
Bazintól 3 km-re délkeletre fekszik, az 503-as út mentén.

## Története
A község első írásos említése 1208-ban, II. András adománylevelében történik villa Suslan néven, mint Bazin szomszédos települése. 1256-ban Susulan alakban említi a bazini határleírás. A községnek ezt a régi elnevezését szlovák történészek a szlovák nyelvből eredeztetik és a szlovák népesség bizonyítékénak látják. A község ebben az időben Pozsony várának szolgálófaluja, majd a Szentgyörgyi grófok birtoka volt. Később azonban a faluba német telepesek érkeztek és következő említése Swanspoch, illetve Schweisbach alakban történik. A 16. században V. Károly császár a török elleni harcokra felfogadott spanyol katonákat telepített a Pozsonyhoz közeli településekre, köztük Hattyúpatakra is. 1553-ban Swanczpoch néven szerepel abban a feljegyzésben, mely arról szól, hogy a spanyolok 15 portát felgyújtottak a faluban. A század második felében új népesség jelenik meg a településen, mely a máig fennmaradt helynevek tanúsága szerint minden bizonnyal főként szlovák és délről menekült horvát volt. Lakói mezőgazdasággal és szőlőtermesztéssel foglalkoztak. Katolikus iskolája 1813-ban épült.
Fényes Elek szerint "Schveinczbach, tót falu, Poson vmegyében, Bazinhoz délre 1/2 órányira egy lapályos termékeny földön. Lakja: 550 kath., 159 evang. lak. Kath. paroch. templom: 2 nagy patakmalom; kövér rétek és szántóföldek: erdő. F. u. gr. Pálffy Ferencz.
" 
A trianoni békeszerződésig Pozsony vármegye Szenci járásához tartozott. Mai szlovák nevét a település csak 1948-ban kapta.

## Népessége
| Év:            | 1994. | 2004.    | 2014.    | 2024.    |
| -------------- | ----- | -------- | -------- | -------- |
| Emberek száma: | 1419  | 1608     | 2249     | 2800     |
| Eltérés:       |       | +13,31 % | +39,86 % | +24,49 % |

| Év:            | 2023. | 2024. |
| -------------- | ----- | ----- |
| Emberek száma: | 2800  | 2800  |
| Eltérés:       |       | +0 %  |

1910-ben 1174, túlnyomórészt szlovák lakosa volt.
2011-ben 2028 lakosából 1969 szlovák.

## Nevezetességei
- Szent Fülöp és Szent Jakab apostolok tiszteletére szentelt római katolikus temploma 1662 és 1666 között épült.
- Evangélikus haranglába 1839-ben készült.
- Evangélikus temploma 2002-ben épült.

## Külső hivatkozások
- Hivatalos oldal
- Hatyúpatak Szlovákia térképén
- Községinfó
- Rövid ismertető
- A Slovan Viničné labdarúgócsapata
- E-obce.sk